# Milionia exultans
Milionia exultans är en fjärilsart som beskrevs av Rothschild 1926. Milionia exultans ingår i släktet Milionia och familjen mätare. Inga underarter finns listade i Catalogue of Life.

## Bildgalleri

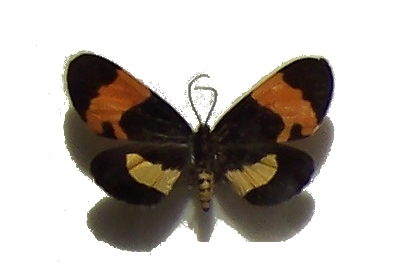